# Jonas Sandqvist
Jonas Sandqvist (* 6. Mai 1981) ist ein schwedischer Fußballspieler. Der Torwart, der in seiner bisherigen Karriere in Schweden, Norwegen, Griechenland und Island unter Vertrag stand, debütierte 2005 in der schwedischen Nationalmannschaft.

## Werdegang
Sandqvist begann mit dem Fußballspielen bei Borlunda AIF. 1997 ging der Torhüter zum Drittligisten Lunds BK, wo er jedoch nur ein Jahr blieb. Ab 1998 stand er dann beim Zweitligisten Landskrona BoIS unter Vertrag. 2002 stieg er mit dem Klub in die Allsvenskan auf und konnte sich in der Spielzeit 2004 als Stammtorhüter in der ersten Liga etablieren. Die Folge war eine Einladung zur schwedischen Nationalmannschaft vor Beginn der folgenden Saison. War er beim ersten Auftritt gegen die Landesauswahl im Jahr 2005 noch der Ersatzmann von Eddie Gustafsson, kam er am 27. Januar 2005 zu seinem bisher einzigen Einsatz im Trikot der Nationalmannschaft. Beim 0:0-Unentschieden gegen Mexiko konnte er durch starke Reflexe sein Tor rein halten.
Nachdem er auch in der Spielzeit 2005 zu überzeugen wusste, wurde er von Malmö FF verpflichtet. Zunächst war er nur als Ersatzmann des ehemaligen Nationaltorhüters Mattias Asper gedacht, konnte ihn jedoch bereits während der Spielzeit 2006 verdrängen, so dass dieser zu Viking FK nach Norwegen wechselte. In der Saison 2007 stand er in allen 26 Partien zwischen den Pfosten des Traditionsvereins, nach einigen schlechteren Partien in der folgenden Spielzeit wurde er zeitweise durch Dušan Melichárek ersetzt. Letztlich erkämpfte er sich vor der Spielzeit 2009 wieder den Stammplatz zwischen den Pfosten, nachdem er aber sich mit dem Verein nicht über eine Verlängerung des zum Saisonende auslaufenden Vertrags einigen konnte, entschied er sich, den Verein zu verlassen und wurde durch Johan Dahlin vom FC Lyn Oslo ersetzt.
Im Dezember des Jahres wechselte er nach Griechenland zu Atromitos Athen in die Super League. Beim Aufsteiger unterschrieb er einen Vertrag mit zweieinhalb Jahren Laufzeit. Zwar erhielt er die Rückennummer „1“, hinter Chrisostomos Michailidis blieb ihm jedoch nur die Rolle des Ersatzmannes beim Erstligisten. Anfang Dezember 2010 verpflichtete der Klub den französisch-kamerunischen Torhüter Charles Itandje, woraufhin der Vertrag mit Sandqvist aufgelöst wurde.
Sandqvist wechselte nach Norwegen, wo er sich Ende März Aalesunds FK in der Tippeligaen anschloss und einen Vertrag bis zum Ende der Spielzeit 2011 unterzeichnete. Dort war er hinter Sten Grytebust lediglich Ersatzmann und blieb im gesamten Saisonverlauf ohne Spieleinsatz in der höchsten norwegischen Spielklasse, lediglich für die Zweitvertretung des Klubs lief er auf. Ohne seine Beteiligung gewann der Klub im Herbst den Landespokal. Kurze Zeit später kehrte er in sein Heimatland zurück und schloss sich Örebro SK an. Als Nachfolger des nach Göteborg abgewanderten John Alvbåge gehandelt, stand er auch beim Saisonauftakt gegen Åtvidabergs FF im Tor. Nach der 3:4-Niederlage räumte er direkt den Platz zugunsten des Kanadiers Tomer Chencinski, kehrte jedoch nach einer Reihe von schlechten Leistungen des Konkurrenten und mehreren Niederlagen am 10. Spieltag zwischen die Pfosten zurück. Die Spielzeit 2012 verlief jedoch weiterhin erfolglos und im Sommer wurde Trainer Sixten Boström von seinen Aufgaben entbunden und durch Per-Ola Ljung ersetzt. Als sich wenige Spieltage vor Saisonende der Abstieg manifestierte, stellte Ljung erneut Chencinski als Perspektivspieler für die zweite Liga ins Tor. Wenige Tage nach Saisonende wurde folglich bekannt, dass ÖSK-Manager Magnus Sköldmark gemeinsam mit dem Agenten des Spielers trotz laufenden Vertrages nach einem neuen Klub suchen würde. Letztlich blieb die Vereinssuche zunächst erfolglos, dennoch einigten sich beide Seiten Ende April 2013 auf eine Auflösung des bestehenden Vertrages.
Im März 2014 fand Sandqvist mit dem isländischen Verein Keflavík ÍF einen neuen Klub.